# Ribli Zoltán
Ribli Zoltán (Mohács, 1951. szeptember 6. –) magyar sakkozó és sakkszakíró, nagymester, kétszeres ifjúsági Európa-bajnok, háromszoros magyar bajnok, számos erős nemzetközi verseny győztese, sakkolimpiai bajnok, háromszoros sakkolimpiai ezüstérmes, csapatban világbajnoki ezüstérmes, kétszeres Európa-bajnoki bronzérmes. 1983-ban és 1985-ben világbajnokjelölt, nemzetközi sakk versenybíró, FIDE mesteredző.

## Pályafutása
- A junior Európa-bajnokságnak számító, 20 év alattiak számára Groningenben rendezett Niemeyer-versenyen 1968/69-ben holtversenyben az 1-3. helyen végzett, 1970/71-ben megszerezte a junior Európa-bajnoki címet.
- 1970-ben szerzett nemzetközi mesteri, 1973-ban nagymesteri címet.
- 1973, 1974 és 1977-ben megnyerte a magyar felnőtt bajnokságot.
- Az 1978-as világbajnoki ciklus során 1975-ben megnyerte a Reykjavíkban rendezett zónaversenyt, és kvalifikálta magát az 1976-ban Manilában rendezett Zónaközi döntőre, amelyen az 5-6. helyet szerezte meg.
- Az 1981-es világbajnoki ciklusban 1979-ben megnyerte a Varsóban rendezett zónaversenyt, és kvalifikálta magát a Rigában rendezett Zónaközi döntőre, amelyen Adorján Andrással holtversenyben a 3. helyen végzett. Köztük párosmérkőzés döntött a továbbjutó személyéről, amely 3-3-ra végződött. A versenyen elért jobb holtversenyszámítási eredményével Adorján jutott tovább.
- Az 1984-es világbajnoki ciklusban 1982-ben Herkulesfürdőn (Băile Herculane) harmadszor is nyert a zónaversenyen, és kvalifikálta magát a Las Palmasban rendezett Zónaközi döntőbe, amelyet megnyert. A világbajnoki negyeddöntő párosmérkőzései során Eugenio Torre ellen 6-4 (+3, -1, =6) arányban győzött, az elődöntőben az exvilágbajnok Szmiszlovval szemben 4,5-6,5 (+1, -3, =7) arányban alulmaradt.
- Részt vett az 1984-es londoni Szovjetunió-Világválogatott mérkőzésen és 2,5-1,5 arányban legyőzte ellenfelét, Rafael Vaganyant. (A világválogatott 21-19-re vesztett.)

1970 és 1994 között 12 sakkolimpián játszott a magyar válogatottban, az ezeken elért eredménye egészen kimagasló: a 145 játszmából 49-et megnyert, csak 8-szor vesztett, és 88-szor döntetlenül végzett. Portisch Lajos mögött a második táblán játszott abban a magyar csapatban, amely a szovjetek két évtizedes győzelmi sorozatát megtörve 1978-ban Buenos Airesben megnyerte a sakkolimpiát. Három alkalommal, 1970-ben, 1972-ben és 1980-ban az ezüstérmet szerzett csapat tagja volt.
Az 1985-ös sakkcsapat világbajnokságon 2. helyet szerzett magyar válogatott tagjaként a mezőny legjobb egyéni eredményét érte el.
Tagja volt az 1977-ben és 1980-ban a sakkcsapat Európa-bajnokságon ezüstérmet, 1973-ban és 1983-ban bronzérmet szerzett magyar válogatottnak, 1977-ben a mezőny legjobb eredményét elérve.
Egyéni versenyeken már viszonylag keveset játszik, de csapatversenyeken még mindig aktív és korához képest eredményes is. Edzőként főleg Ausztriában és Németországban működik, a 2008-as sakkolimpián az osztrák válogatott egyik trénereként vett részt.
A FIDE 2016. júniusi Élő-pont listáján 2555 ponttal szerepelt, az aktív magyar sakkozók között ezzel a 14. helyen állt. Legmagasabb elért Élő-pontszáma 2630 volt 1988. júliusban. 1985-1990 között a világ 10 legjobb játékosa közé tartozott, az 1989 júliusi ranglistán 8. volt 2625 ponttal.
1995 óta nemzetközi sakk versenybíró.
Sakkszakíróként a világ számos sakk folyóiratában jelentek meg publikációi és elemzései. Kállai Gábor nagymesterrel közösen két könyvet is írt. Kilenc publikációja 4 nyelven a világ 95 könyvtárában található meg. A ChessBase számítógépes adatbázisának témafelelőse.
Felesége Grosch Mária női nemzetközi mester.

## Versenyeredményei
- 1. hely: Kecskemét 1972 holtversenyben Alekszej Szuetyinnel,
- 1. hely: Budapest 1975 holtversenyben Lev Polugajevszkijjel,
- 2. hely: Amszterdam 1978 Jan Timman mögött,
- 2. hely: Bled/Portorož 1979 holtversenyben Bent Larsennel, Timman mögött,
- 1. hely: Mexico 1980,
- 1. hely Baden Baden 1981 holtversenyben Tony Miles-szal,
- 2. hely: Wijk aan Zee 1983 Ulf Andersson mögött,
- 2. hely: Bugojno 1984 Timman mögött,
- 2. hely: Tilburg 1984 Miles mögött,
- 1. hely: Portorož/Ljubljana 1985 (Vidmar Memorial), holtversenyben Miles-szal és Portisch Lajossal,
- 1. hely: Dortmund 1986[8]
- 1. hely: Reggio Emilia 1987,
- 1. hely: Wijk aan Zee 1989 holtversenyben Ananddal, Sax Gyulával és Nikolić-csal.
- 1. hely: Opatija (2002)[9]

## Díjai, elismerései
- Magyar Népköztársaság Sportérdemérem ezüst fokozata (1972) a szkopjei sakkolimpián szerzett ezüstéremért[10]
- Érdemes Sportoló cím (1975)[11]
- A Munka Érdemrend ezüst fokozata (1978), a Buenos Airesben rendezett sakkolimpián elért 1. helyezésért[12]
- 1978-ban Az év magyar csapata tagja[13]
- Mesteredző (1985)[14]
- FIDE mesteredző (2009)[15]

## Könyvei, publikációi
- Ribli Zoltán, Kállai Gábor: Winning With the Queen’s Indian (Batsford, 1987), MacMillen Chess Library ISBN 0713453664 ISBN 9780713453669
- Ribli Zoltán, Kállai Gábor: Winning With the English (H. Holt, New York, 1993) ISBN 0805026428 ISBN 9780805026429
- D16-19 – slovenska odbrana, Enciklopedija šahovskih otvaranja, Nicosia, Chess Informant, 1996
- Ribli Zoltán, Kállai Gábor, Mauro Barletta: Come vincere con l’Inglese, Milano, Mursia, 1994. ISBN 8842517631 ISBN 9788842517634